# Лосинская волость (Жиздринский уезд)
Лосинская волость — волость Жиздринского уезда Калужской (с 1920 — Брянской) губернии. Административный центр — деревня Лосиная.

## История
Лосинская волость образована в ходе реформы 1861 года. Первоначально в состав волости входило 15 селений: деревня Лосиная, села Анисово Городище и Бережки, деревни Бакеевка (Пацынь), Буда, Бережки, Высельцы (Зимницы), Кирилловка (Прудки), Леонов Починок, Ракитная, Рождественское, Соломоновка, Старое Городище, Тихвинское, Якимово, сельцо Выползово.
На 1880 год в составе волости числилось 10 447 десятин земли. Население волости составляло в 1880 году — 5723, в 1892 — 6806, в 1913 — 8672 человек.
В волости находилось два церковных прихода. Один в селе Анисово Городище — Церковь Троицы Живоначальной. «Обширная кирпичная трёхпрестольная церковь с колокольней выстроена в 1891—1895 в византийском стиле вместо прежней деревянной. Достроена в 1905 на средства помещика Ивана Васильевича Шепелева и прихожан. Закрыта и разрушена в середине XX века. Возобновлена около 2006—2007 в сохранившихся центральной и южной частях притвора, которые были отремонтированы и надстроены деревянным навесом на восьми столбах с крестом». Второй в деревне Бережки — Церковь Успения Пресвятой Богородицы. «Кирпичная однопрестольная церковь с колокольней строилась в византийском стиле вместо деревянной с 1896 до нач. 1920-х на средства Степана Киреевича Андриянова. Закрыта и разграблена в сер. XX в., настоящая часть окончательно разрушена в 1954» .
1 апреля 1920 года Жиздринский уезд и Лосинская волость в его составе были перечислены в Брянскую губернию.
В мае 1924 года Лосинская волость была включена в состав Песоченской волости Бежицкого уезда той же губернии.
В 1929 году Брянская губерния и все её уезды были упразднены, а их территория вошла в состав новой Западной области.
С 1944 года территория Лосинской волости относится к Кировскому району Калужской области.